# Драммонд, Джервис
Джервис Эарлсон Драммонд Джонсон (исп. Jervis Éarlson Drummond Johnson; род. 8 сентября 1976, Лимон) — коста-риканский футболист, защитник.

## Клубная карьера
Большую часть своей футбольной карьеры Джервис Драммонд провёл в коста-риканском клубе «Депортиво Саприсса».

## Международная карьера
Джервис Драммонд попадал в состав сборной Коста-Рики на 2-х Чемпионатах мира. На турнире 2002 года ни в одном из 3 матчей Коста-Рики он не провёл ни одной минуты. На Чемпионате мира 2006 Драммонд в первой игре сборной на этом турнире против Германии вышел на поле на 66-й минуте, заменив защитника Хильберто Мартинес. Вторую игру против Эквадора Драммонд провёл на скамейке запасных, а в последнем матче с Польшей он появился в стартовом составе и был заменён на 70-й минуте на защитника Харольда Уолласа.